# Cryptostegia
Cryptostegia es un género de plantas de la familia de las apocináceas con tres especies de plantas fanerógamas . Es originario de Madagascar . Estas especies son comunes como plantas ornamentales en las zonas tropicales.

## Descripción
Son arbustos, enredaderas o lianas; sus órganos subterráneos consisten en raíces fibrosas. Las hojas son coriáceas, de 7-12 cm de largo, 4.7 cm de ancho, elípticas, basalmente truncadas o cuneadas, con el ápice agudo a acuminado,  glabras o pubescentes.
Las inflorescencias son terminales con 1-4 (-9)-flores, con pedúnculos casi tan largos como pedicelos, con brácteas florales  grandes, ovadas a lanceoladas y caducas. Tiene un número de cromosomas de: 2n= 22 (C. madagascariensis Bojer ex Decne.). 

## Especies
- Cryptostegia glaberrima
- Cryptostegia grandiflora
- Cryptostegia madagascariensis